# How to Love
How to Love ist ein Lied des US-amerikanischen Rappers Lil Wayne. Das von Marcus Jorel Boyd, Dwayne Carter, Noel C. Fisher, Jermaine Anthony Preyan, Lamar Seymour, LaNelle Seymour und Bryan Williams geschriebene Lied wurde erstmals am 31. Mai 2011 veröffentlicht und erreichte in 7 Ländern die Charts. Auszeichnungen erhielt es bisher nur in den USA mit 2×Platin. Dort konnte die Single auch Platz 23 der Jahrescharts 2011 erreichen.

## Musikvideo
Das Musikvideo wurde erstmals am 23. August 2011 auf MTV Jams als „Jam of the Week“ und einen Tag später auch auf YouTube veröffentlicht. Es dauert 5 Minuten und 22 Sekunden. Im Video sieht man abwechselnd Lil Wayne an einer Wand sitzend singen und eine Geschichte. In dieser geht es um eine Frau, die am Anfang des Videos wegläuft, als sie eigentlich einen Schwangerschaftsabbruch durchführen sollte. Sie bekommt also eine Tochter, während der Vater im Gefängnis sitzt. Als sie größer ist, belästigt die Tochter der Stiefvater von ihr. Als sie volljährig wird, wird sie Prostituierte, schläft mit einem Mann aus einem Nachtclub. Als sie daraufhin zum Arzt geht, wird ihr gesagt, dass sie HIV-positiv ist, woraufhin sie zu weinen beginnt und wegrennt. Auf einmal wird die Zeit zurückgespult und sie ist wieder im Babyalter. Es wird gezeigt, welches Leben sie hätte führen können, hätte ihre Mutter damals einen besseren Mann geheiratet. Das Mädchen ist schlauer und bekommt bessere Noten, was ihre Mutter und Großmutter stolz macht. Sie kriegt einen Freund und am Ende des Videos sagt ihr der Arzt, dass sie schwanger ist. Sie ist glücklich darüber. Sie bedankt sich bei ihrer Mutter und beendet das Video mit den Worten „Just thank you for being that for me and teaching me how to love.“ („Ich bedanke mich bei dir, immer für mich da zu sein und mich zu unterrichten, wie man richtig liebt.“)

## Rezeption

### Kritiken
Das Lied erhielt gemischte Kritiken.

„This Tha Carter IV single is a casual ground-breaker – the gentlest, most melodic rap ballad since LL Cool J's "I Need Love." Wayne sings prettily – though he uses Auto-Tune, he doesn't sound like the cyborg Weezy of "Lollipop." He even channels James Blunt. "You're beautiful/You're beautiful," he coos. "You're far from the usual."“

### Chartplatzierungen
| ChartsChartplatzierungen       | Höchstplatzierung | Wochen |
| ------------------------------ | ----------------- | ------ |
| Schweiz (IFPI)                 | 67 (1 Wo.)        | 1      |
| Vereinigte Staaten (Billboard) | 5 (24 Wo.)        | 24     |
| Vereinigtes Königreich (OCC)   | 48 (7 Wo.)        | 7      |

| ChartsJahrescharts (2011)      | Platzierung |
| ------------------------------ | ----------- |
| Vereinigte Staaten (Billboard) | 23          |

### Auszeichnungen für Musikverkäufe
| Land/Region                  | Auszeichnungen für Musikverkäufe (Land/Region, Auszeichnung, Verkäufe) | Verkäufe  |
| ---------------------------- | ---------------------------------------------------------------------- | --------- |
| Australien (ARIA)            | Platin                                                                 | 70.000    |
| Brasilien (PMB)              | Platin                                                                 | 60.000    |
| Vereinigte Staaten (RIAA)    | 6× Platin                                                              | 6.000.000 |
| Vereinigtes Königreich (BPI) | Silber                                                                 | 200.000   |
| Insgesamt                    | 1× Silber · 8× Platin ·                                                | 6.330.000 |

Hauptartikel: Lil Wayne/Auszeichnungen für Musikverkäufe

## Sonstiges
Der Rapper Rich Rick reichte bei einem Gericht in Los Angeles Klage ein, da ihm die Drummer Boyz denselben Beat wie Lil Wayne anboten. Dieser benutzte diesen Beat bei How to Love. Rich Rick verklagte allerdings auch Lil Wayne wegen Betrugs und Vertragsbruchs. Lil Wayne wurde freigesprochen.